# Lis
Lis là một xã trong quận Mat thuộc hạt Dibër, Albania. Dân số năm 2005 là 4978 người.